# Statistique Afrique du Sud
Statistique Afrique du Sud (en anglais : Statistics South Africa, souvent abrégé en Stats SA) est l'institut statistique national de l'Afrique du Sud dont l'objectif est de produire des statistiques officielles, précises et actuelles, afin de faire progresser la croissance économique, le développement (en) et la démocratie. À cette fin, Statistique Afrique du Sud produit des recensements et des enquêtes officielles démographiques, économiques et sociales. À ce jour, Statistics South Africa a produit trois recensements, en 1996, 2001, 2011 et 2022 . Stats SA était auparavant connu sous le nom de « Service central de statistiques », peu après la fin de l'apartheid et a également absorbé les services statistiques des anciens Transkei, Bophuthatswana, Venda et Ciskei.
Il a un budget de 1 973,3 millions de [[|]] en 2010/2011 et compte 2 614 employés en 2009/2010.

## Enquêtes réalisées
- Enquête sur les activités des jeunes de 1999, abrégée en SAYP.
- Recensement sud-africain de 2001
- Enquête communautaire de 2007
- Recensement sud-africain de 2011
- Recensement sud-africain de 2022